# Franck Lavaud
Franck Lavaud (* 16. Februar 1903 in Jérémie; † Ende 1986 in Paris) war ein haitianischer General, Politiker und Präsident von Haiti.

## Biografie
Franck Lavaud, der zum ersten Jahrgang der Absolventen der Militärakademie gehörte, wurde 1929 zum Leutnant befördert. 1944 wurde er von Präsident Élie Lescot zum Oberst (Colonel) befördert und zum Chef des Stabes der Garde und dadurch zum Oberkommandierenden der Armee Haitis (Forces Armées d’Haïti) ernannt.
Als solcher wurde er als ranghöchster Offizier nach dem Sturz von Präsident Lescot am 11. Januar 1946 zum Vorsitzender des Militärischen Exekutivrates und damit Präsident von Haiti. Neben ihm gehörten dem Exekutivrat noch die beiden Obersten Antoine Levelt und Paul Eugène Magloire an. Dieses Amt übte er bis zum 16. August 1946 aus und übergab danach die Macht an Dumarsais Estimé.
Nach dem Sturz von Estimé am 10. Mai 1950, zu dem Lavaud maßgeblich beitrug, übernahm er als Oberkommandierender der Streitkräfte wieder den Vorsitz der Regierungsjunta und war dadurch wiederum Präsident Haitis. Nach den Präsidentschaftswahlen vom Oktober 1950 übergab er dieses Amt dann formell am 6. Dezember 1950 an den Wahlsieger Paul Eugène Magloire. Vierzehn Tage später wurde er am 20. Dezember 1950 aus dem Militärdienst verabschiedet.
Im Mai 1951 wurde er als Diplomat für kurze Zeit nach Frankreich gesandt, wo er sich später niederließ und 1986 verstarb.